# Adolf Bernhard Marx
Adolf Bernhard Marx (Halle, 15 maggio 1795 – Berlino, 17 maggio 1866) è stato un compositore, musicologo e critico musicale tedesco.

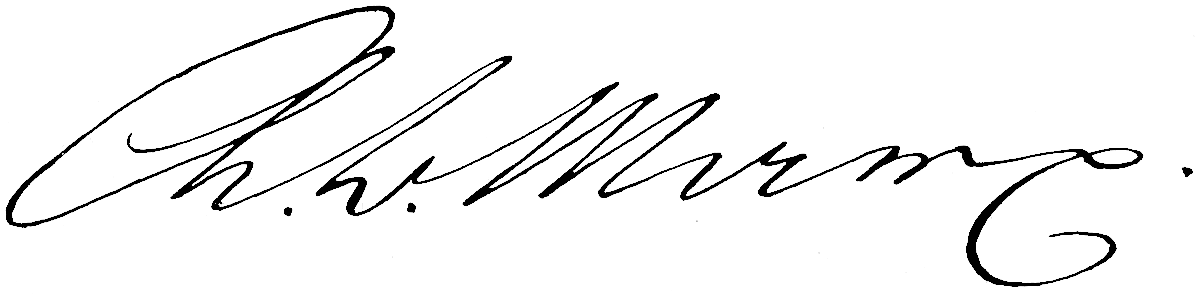
Firma

Grazie all'amico Felix Mendelssohn fu docente all'Università di Berlino e famoso insegnante di composizione anche in quella scuola (fondata con Theodor Kullak e Julius Stern) che sarebbe diventata più tardi il Conservatorio Stern. Scrisse trattati teorici e di composizione, oltre che lavori critici (su Beethoven, Gluck, ecc.). Compose specialmente musiche teatrali e corali.

## Opere
- Lehre von der musikalischen Komposition, 4 voll., 1837-47
- Ludwig van Beethoven. Leben und Shaffen, 2 voll.  1844 (1859)
- Anleitung zum Vortrag Beethovenscher Klavierwerke, 1863
- Gluck und die Oper, 1863